# 은행나무 침대
《은행나무 침대》는 1996년에 개봉한 대한민국의 판타지 멜로 영화이다. 1995년 후반부터 붐이 일었던 전생신드롬과 열풍이 사회적 현상으로 번지는데 결정적인 역할을 했다. 또한 그동안 '조연'으로만 취급되었던 악역이 주연을 능가한 신드롬을 불러일으킨 최초의 영화이자 거의 유일한 영화이다.

## 캐스팅
- 한석규 : 종문/수현 역
- 심혜진 : 선영 역
- 진희경 : 미단 역
- 신현준 : 황 장군 역
- 김학철 : 병원장 역
- 김명국 : 진명 역
- 지춘성 : 노공 제자 역
- 박동빈 : 강간범 역

## 수상
- 1996년 제17회 청룡영화상
  - 기술상 - 이동준
  - 신인감독상 - 강제규
  - 촬영상 - 박희주
- 1996년 제34회 대종상
  - 신인감독상 - 강제규
  - 여우주연상 - 심혜진

## 흥행 순위
|  | 1996년도 한국영화 흥행순위 TOP 10 (서울 관람객 기준) |

| 순위 | 영화 제목        | 관객수(명) | 개봉일     | 비고 |
| ---- | ---------------- | ---------- | ---------- | ---- |
| 1    | 투캅스 2         | 636,047    | 1996.04.27 |      |
| 2    | 은행나무 침대    | 452,580    | 1996.02.17 |      |
| 3    | 꽃잎             | 213,979    | 1996.04.05 |      |
| 4    | 귀천도           | 200,570    | 1996.10.12 |      |
| 5    | 박봉곤 가출 사건 | 170,328    | 1996.09.21 |      |
| 6    | 돈을 갖고 튀어라 | 167,108    | 1995.12.16 |      |
| 7    | 리허설           | 160,141    | 1995.12.15 |      |
| 8    | 본 투 킬         | 132,261    | 1996.04.20 |      |
| 9    | 코르셋           | 114,777    | 1996.06.08 |      |
| 10   | 보스             | 101,078    | 1996.07.06 |      |

## 뒷 이야기
- 이 영화로 데뷔한 강제규감독은 이 전 1992년에 데뷔할 기회가 있었다고 했으나 포기했다고 한다. 그러나 이 영화가 제작에 들어가기까지 많은 우여곡절이 있었는데 당시나 지금이나 한국에서 제작,성공하기 어려운 환타지 장르를 선듯 제작하겠다는 제작사가 전무했고, 단독 주연이 아니라는 이유로 수 많은 스타급 배우들이 거절했었다고 한다. 그래서 강제규 감독이 다시 수정에 들어갔는데, 황장군 역할을 연기한 신현준은 강제규 감독이 시나리오를 작성할때부터 염두에 두었다고 한다. 본 제작에 들어가기 전 시나리오를 보냈는데 몇주가 되도록 연락이 없자 강제규 감독과 제작 프로듀서 오정완 이사는 제작을 포기하겠다는 생각까지 했었다고 한다.[2].
- 한석규와 신현준은 놀랍게도 처음 이 영화의 시나리오를 받으면서 서로 상대배역으로 지목하기도 했었다.[3].

- 1996년 11월 홍콩에서도 개봉하여 성공을 거두었고 이후 중국과 일본, 프랑스에서도 개봉했다.
- 이 영화의 제작과정을 담은 '은행나무 침대의 비밀'도 비디오로 출시되었다. 이 전 아름다운 청년 전태일이 제작과정을 담아 비디오로 출시된 이후 두번째이며 이후 메이킹 필름을 따로 비디오로 출시한 영화는 1999년 쉬리 (영화) 이후로는 없다.
- 악역 황장군이 개봉 초반 여성관객들에게 폭발적인 인기를 얻기 시작하면서 입소문을 타고 개봉 3주차에 전국관객 80만을 돌파하였고, 제작사 신씨네는 이 여세를 몰아 황장군의 장면이 담긴 컷을 포스터로 만들어 상영 극장에 걸었다. 이 영화는 무려 4개월간 장기상영되었다.
- 영화 OST가 큰 인기를 얻었는데 국악과 양악의 절묘한 조화라는 평과 함께 아직도 많은 사람들에게 사랑받고 있다. 당시 20만장이 팔려나갔고, 현재는 구하기 힘든 물건이 되었다.